# Finales de la ABA de 1972
Las Finales de la ABA de 1972 fueron las series definitivas de los playoffs de 1972 y suponían la conclusión de la temporada 1971-72 de la ABA, con victoria de Indiana Pacers, campeón de la División Oeste, sobre New York Nets, campeón de la División Este. En la pista hubo un único jugador futuro miembro del Basketball Hall of Fame, Rick Barry de los Nets, mientras que en el banquillo del mismo equipo estaba Lou Carnesecca, elegido en 1992.

## Resumen
| Partido | Fecha      | Equipo local | Resultado | Equipo visitante |
| ------- | ---------- | ------------ | --------- | ---------------- |
| 1       | 6 de mayo  | Indiana      | 124-103   | New York         |
| 2       | 9 de mayo  | Indiana      | 115-117   | New York         |
| 3       | 12 de mayo | New York     | 108-114   | Indiana          |
| 4       | 15 de mayo | New York     | 110-105   | Indiana          |
| 5       | 18 de mayo | Indiana      | 100-99    | New York         |
| 6       | 20 de mayo | New York     | 105-108   | Indiana          |

Pacers gana las series 4-2

## Enfrentamientos en temporada regular
Durante la temporada regular, los Nets y los Pacers se vieron las caras en seis ocasiones, jugando tres encuentros en el Nassau Veterans Memorial Coliseum y otros tres en el Indiana State Fair Coliseum. Los Pacers ganaron los tres primeros partidos, mientras que los Nets hicieron lo propio en los tres últimos.
| 24 de noviembre | New York Nets | 101–112 | Indiana Pacers |                                                |
|                 |               |         |                |                                                |
|                 |               |         |                | Pabellón: Indiana State Fair Coliseum, Indiana |

| 7 de diciembre | Indiana Pacers | 119–114 | New York Nets |                                                            |
|                |                |         |               |                                                            |
|                |                |         |               | Pabellón: Nassau Veterans Memorial Coliseum, Uniondale, NY |

| 31 de diciembre | New York Nets | 100–104 | Indiana Pacers |                                                |
|                 |               |         |                |                                                |
|                 |               |         |                | Pabellón: Indiana State Fair Coliseum, Indiana |

| 23 de febrero | Indiana Pacers | 106–108 | New York Nets |                                                            |
|               |                |         |               |                                                            |
|               |                |         |               | Pabellón: Nassau Veterans Memorial Coliseum, Uniondale, NY |

| 19 de marzo | New York Nets | 121–117 | Indiana Pacers |                                                |
|             |               |         |                |                                                |
|             |               |         |                | Pabellón: Indiana State Fair Coliseum, Indiana |

| 28 de marzo | Indiana Pacers | 86–92 | New York Nets |                                                            |
|             |                |       |               |                                                            |
|             |                |       |               | Pabellón: Nassau Veterans Memorial Coliseum, Uniondale, NY |